# 1er régiment blindé (Australie)
Pour les articles homonymes, voir 1er régiment.

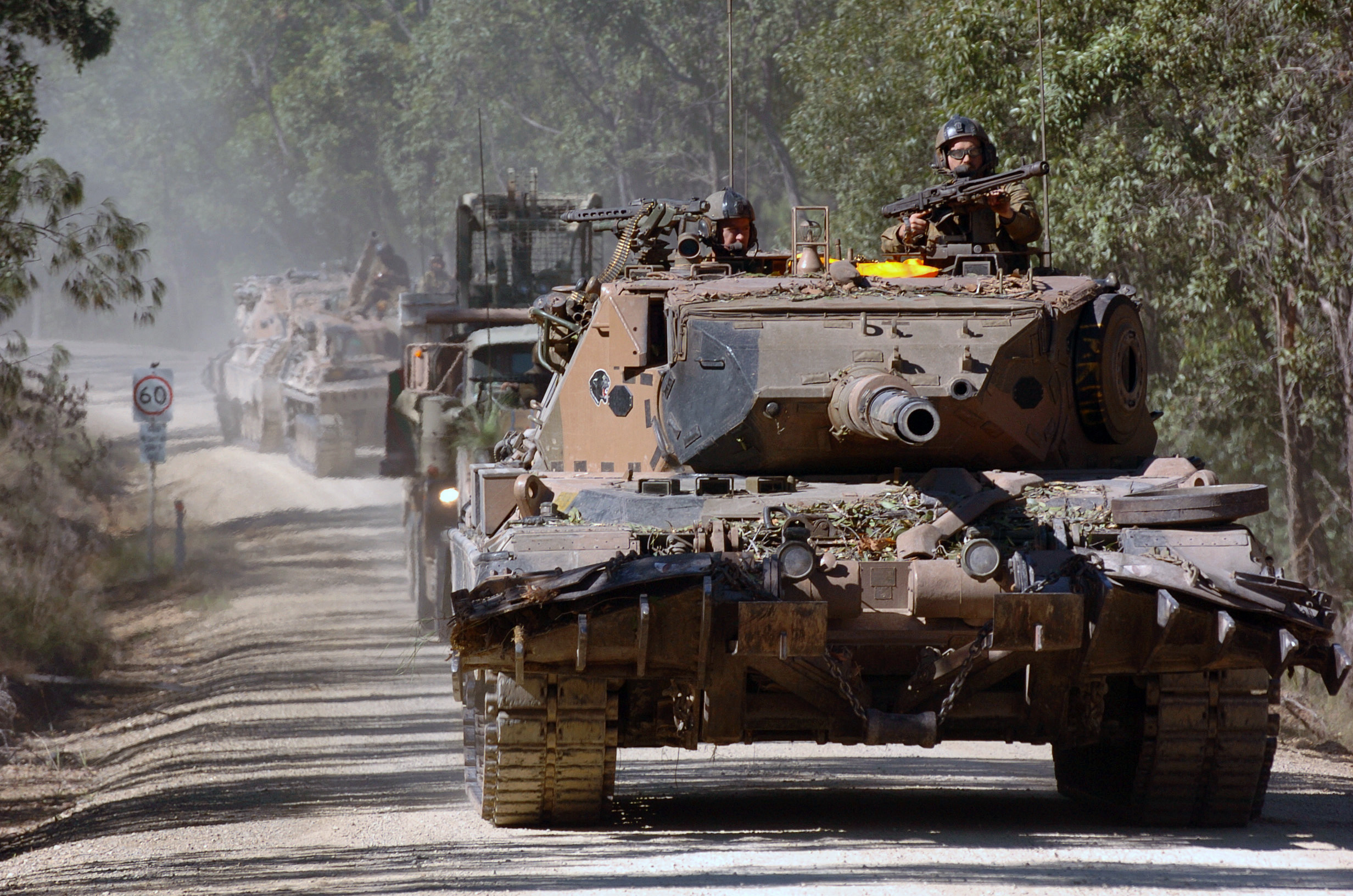
Un char de combat Leopard AS1 du premier régiment blindé pendant un exercice au Queensland, le 25 juin 2005.

Le 1er régiment blindé ((en) 1st Armoured Regiment) est un des régiments blindés de l'armée de terre australienne, le plus vieux régiment du corps d'armée blindé australien (en). Il est aussi le seul à être équipé de chars de combat. Ce régiment forme la base d'un des trois battlegroups dans la 1re brigade australienne (en), les autres venant des cinquième et septième bataillons du Royal Australian Regiment.

## Histoire

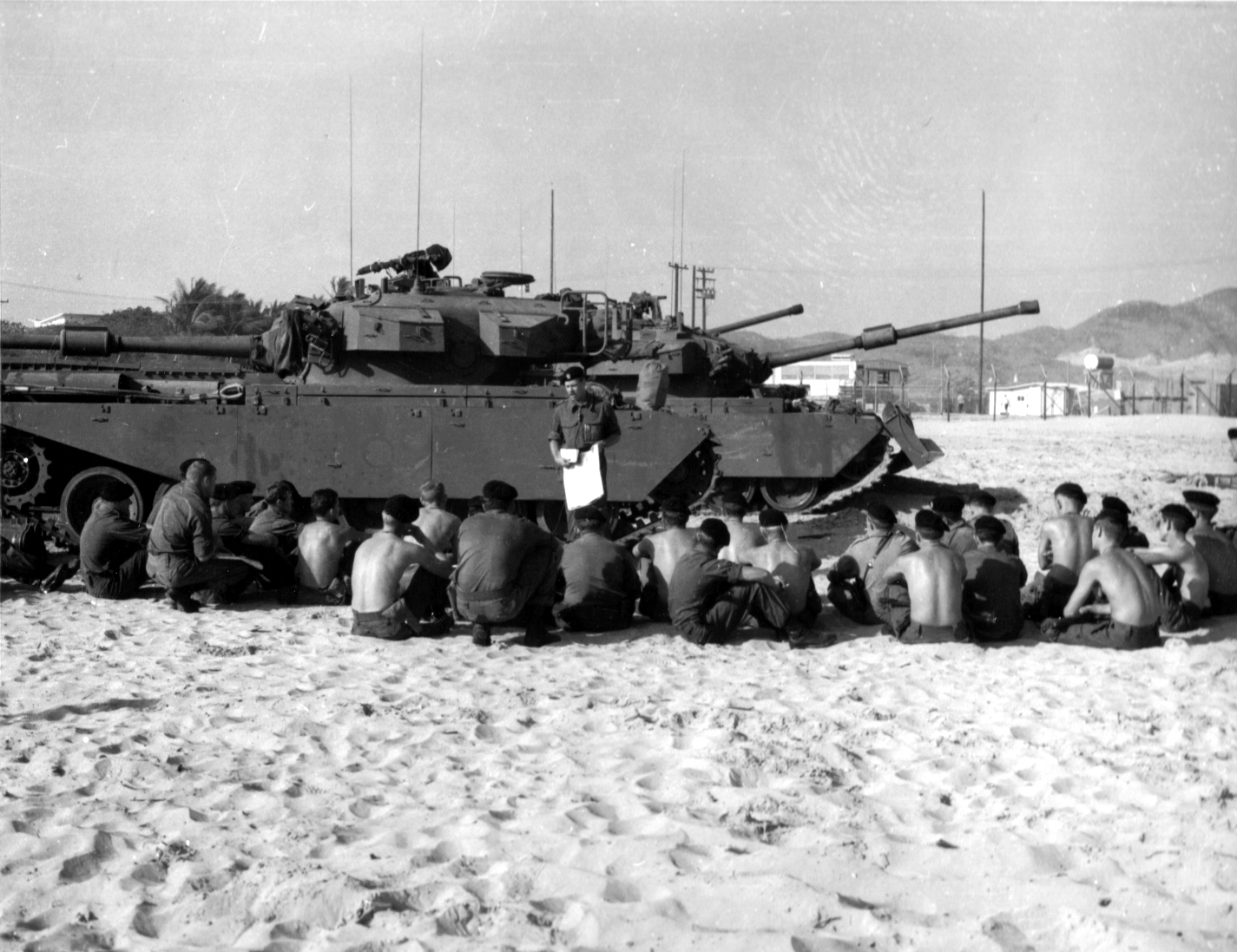
Des militaires du 1er régiment blindé à Vũng Tàu.

Le régiment fut formé en tant que 1er escadron de véhicules blindés australien (en) en 1946, après quoi il fit partie de la force d'occupation du Japon après la Seconde Guerre mondiale. Après le retour de l'unité deux ans plus tard, elle fut élevée au rang de régiment et renommée avec son nom actuel, pour être équipée de chars Centurion, bien qu'à l'origine elle utilisât des chars Churchill. À cause du manque de disponibilité des Churchill, l'Australie fut incapable de donner le soutien attendu lors de la guerre de Corée.
En 1967, l'escadron C du régiment fut envoyé dans la guerre du Viêt Nam avec 26 chars Centurion. Les trois années suivantes, tous les trois escadrons opérationnels du régiment allèrent au combat au Viêt Nam, gagnant quatre décorations au passage. Avec les rotations sur 3 ans ½ de combat, un total de 58 servirent au Vietnam : 42 furent endommagés, dont six non réparables, et deux membres d'équipage furent tués.
En 1976, le Centurion fut remplacé par le char Leopard 1, sélectionné vis-à-vis du char M60 Patton, après des essais conduits par l'unité d'essai de char moyens australienne (en) en 1972 et 1973. Le Léopard fut remplacé par 50 chars M1A1 Abrams AIM le 26 juillet 2007.

## Organisation actuelle
Après l'introduction des chars Abrams, la structure du régiment aura été comme suit :
- Le quartier-général de régiment (2 M1A1 Abrams)
- Trois escadrons sabre (escadrons A, B et C), chacun avec trois troupes de tanks et 13 M1A1 Abrams
- L'escadron de support opérationnel.

## Décorations
- Coral-Balmoral, Hat Dich, Binh Ba, Viêt Nam 1965-72

## Alliances
- Royaume-Uni - Royal Tank Regiment